# محمدصادق معتمدیان
محمّدصادق معتمدیان (زادهٔ ۱۳۴۹ کرمانشاه) سیاستمدار و مدیر ارشد اجرایی ایرانی است که در دولت چهاردهم از سال‌ ۱۴۰۳ سمت استانداری تهران را بر عهده دارد. وی در دولت سیزدهم سمت استاندار آذربایجان غربی و دبیر کارگروه ملی نجات دریاچه ارومیه و در دولت دوازدهم استانداری استان‌های خراسان رضوی و جنوبی را برعهده داشت.

## استانداری آذربایجان غربی
معتمدیان در روز یکشنبه ۲۵ مهر ۱۴۰۰ با کسب رأی اعتماد از سوی هیئت دولت به‌عنوان استاندار آذربایجان غربی در دولت سیزدهم منصوب شد.

## دبیر کارگروه ملی نجات دریاچه ارومیه
براساس اعلام سخنگوی دولت در تاریخ ۲۹ تیر ماه ۱۴۰۱ با توجه به تأکید رئیس‌جمهور مبنی بر تقویت کارگروه ملی احیای دریاچه ارومیه، محمدصادق معتمدیان استاندار آذربایجان غربی به عنوان مدیر اجرایی احیا و دبیر کارگروه ملی نجات دریاچه ارومیه با تصویب هیئت دولت منصوب شد.

## زندگی‌نامه
محمدصادق معتمدیان دانش‌آموخته کارشناسی و کارشناسی‌ارشد مدیریت از دانشگاه ارومیه است؛ همچنین عضویت در شورای توسعه پژوهشی پایدار شرق و غرب کشور، رئیس شورای سیاست‌گذاری آموزشی شمال‌غرب کشور، مدیریت ارشد دولتی وزارت اطلاعات در استان‌های آذربایجان غربی و ایلام و استانداری خراسان جنوبی را در کارنامه کاری خود به ثبت رسانده‌است.